# Operación Hametz
La operación Hametz (en hebreo: מבצע חמץ‎, transliteración: Mivtza Hametz) fue una operación judía sucedida hacia el final del Mandato británico de Palestina, como parte de la guerra civil de Palestina. Se puso en marcha a finales del mes de abril de 1948 con el objetivo de capturar aldeas tierra adentro de Jaffa y establecer un bloqueo alrededor de la ciudad.

## Antecedentes
Horas después de la resolución de la ONU para la partición de Palestina en un estado judío y árabe, fuego de francotiradores se intercambió por ambos combatientes, judíos y árabes, entre Jaffa y Tel Aviv. En los siguientes 5 meses, mientras que los británicos mantuvieron oficialmente el Mandato, estos ataques provocaron la muerte de más de 1.000 habitantes de Tel Aviv, según el testimonio de Yosef Najmias, regular del Irgún y experto en explosivos. Durante el mismo tiempo, 30.000 personas dejaron Jaffa, dejando una población de entre 50.000 y 60.000.

## La operación
En la mañana del 25 de abril de 1948, el Irgún (un grupo paramilitar judío) lanzó un ataque a gran escala contra Jaffa desde Tel Aviv. Historiadores israelíes sostienen que la Haganá (otro grupo paramilitar judía de la que el Irgún había escindido) no tenía ninguna advertencia antes del ataque, pero poco después de su inicio la Haganá y el Irgún llegaron a un acuerdo, por el cual las tropas del Irgún estarían bajo el mando del los comandantes locales de la Haganá. La ofensiva del Irgún incluyó un continuo bombardeo de artillería de tres días sobre el centro de la ciudad. La operación implicó ataques desde el norte por parte de la brigada Alexandroni y de la brigada Guivati desde el sur. Hubo poca o ninguna resistencia. El Irgún capturó el barrio de Menashiya. La brigada Kiryati fracasó en su asalto al suburbio sureño de Jaffa de Tel al-Rish.
Según LeBor en el ataque a Jaffa:
Amijai Paglin, conocido como Gidi, comandó el ataque. Paglin había planeado el atentado contra el cuartel militar británico en el Hotel Rey David de Jerusalén, donde 91 personas murieron, incluyendo 15 judíos. Sus instrucciones a sus tropas eran inequívocas: eran «para evitar el tráfico militar constante en la ciudad, para destruir el espíritu de las tropas enemigas, para causar el caos entre la población civil con el fin de crear una huida masiva».
La ofensiva terminó con la intervención de los británicos. Las fuerzas judías acababan de capturar las zonas árabes de Haifa, y como resultado, el gobierno británico se alarmó sobre su posición en el Medio Oriente, por temor a que los árabes desarrollen una mayor antagonismo contra los británicos. El ejército británico estaba preocupado de que el aumento de la hostilidad árabe pondría en peligro a las tropas británicas: las fuerzas británicas para entonces estaban evacuando el mandato de Palestina y, como las rutas que solían utilizar que pasan por territorio árabe poblado, se temía que las unidades en retirada podrían ser atacadas.

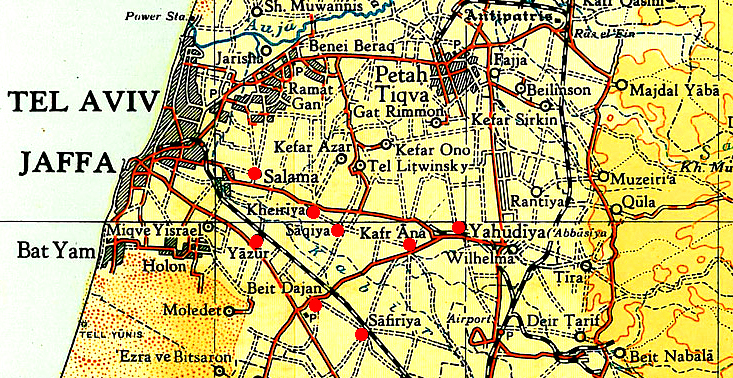
Aldeas capturadas durante la Operación Hametz.

El Secretario de Relaciones Exteriores británico Ernest Bevin, al conocer la noticia del inicio de la ofensiva, ordenó impedir que las fuerzas judías capturaran Jaffa, o, si lo lograban, que fueran inmediatamente expulsados. Pocas horas después del comienzo del asalto a Jaffa, William Fuller, el comisario del distrito británico por Lida, pidió a Israel Rokach, alcalde de Tel Aviv, cancelar el ataque. A lo largo de los dos días siguientes, Fuller continuó preguntando a Rokach sobre detener el ataque, advirtiendo que el ejército británico intervendría. Los británicos rechazaron las demandas árabes de permitir a las unidades de la Legión Árabe entra a Palestina para defender Jaffa. Sin embargo, se lanzaron cuatro batallones de infantería, blindados y comandos navales a Palestina. Estos refuerzos estaban destinados a liberar unidades ya en Palestina para desplegarse a Jaffa. El 28 de abril, los británicos, a través de Rokach, emitieron un ultimátum, exigiendo que las fuerzas Irgún cesaran el fuego e inmediatamente se retiran de Menashiya, amenazando con bombardear Tel Aviv, y advirtiendo que iban a «salvar Jaffa por los árabes a toda costa, especialmente a la luz del hecho de que los judíos habían conquistado Haifa». El Irgún inicialmente rechazó las demandas.
El mismo día, los británicos comenzaron una demostración de fuerza para disuadir el asalto judío. Infantería y blindados entraron a Jaffa, con un despliegue británico de un total de 4.500 soldados en la ciudad. Los destructores de la Marina Real británica recorrían de norte a sur la costa palestina, y aviones de combate de la Real Fuerza Aérea británica sobrevolaron el sur de Tel Aviv y Jaffa. Aunque la mayor acción británica fue meramente demostrativa, tomaron acciones limitadas. Una formación de cuatro aeroplano de Spitfires atacó una posición de la Haganá en Bat Yam, y la artillería británica y sus tanques bombardearon posiciones del Irgún en Menashiya, silenciando los morteros del Irgún. Al día siguiente, los tanques y la infantería británica avanzaron en Menashiya, enfrentando una fuerte resistencia de los combatientes del Irgún. Los británicos entonces envió un ultimátum a David Ben-Gurión, amenazando con bombardear Tel Aviv si no frenaba al Irgún. El 29 de abril, los comandantes británicos se reunieron con el hijo de Ben-Gurión, Amós Ben-Gurión, y el alcalde de Jaffa, Yusuf Heikal. Un acuerdo fue elaborado, en virtud del cual se detuvo la operación Hametz y la Haganá no atacaría Jaffa hasta el final del mandato. El Irgún evacuaría Menashiya, siendo sustituidos por los combatientes de la Haganá. Las tropas británicas patrullaron el extremo sur y ocuparon la fortaleza de policía. La lucha terminó el 30 de abril.

## Consecuencias
El 30 de abril alrededor de 15.000 a 25.000 personas dejaron Jaffa. La Haganá tenía completo control de todos los accesos de entrada y salida de la ciudad, con la excepción de «presencia» del ejército británico en Yazur. Ellos permitieron a la gente salir de la ciudad, pero siendo sujetos a registros en busca de armas. El ejército británico estaba escoltando a los civiles a Lida y Ramla. David Ben-Gurión escribió en su diario que cuando visitó Salama en la noche del 30 de abril, lo único que encontró fue «sólo una anciana ciega». La mayor parte de las aldeas fueron arrasadas sistemáticamente en las siguientes semanas.

## Comunidades árabes capturadas durante la Operación Hametz
| Nombre        | Fecha                                                                                          | Fuerzas defensoras                                        | Brigada                                | Población             |
| ------------- | ---------------------------------------------------------------------------------------------- | --------------------------------------------------------- | -------------------------------------- | --------------------- |
| Saqiya        | 25 de abril de 1948                                                                            | «Sin luchar»                                              | Brigada Alexandroni                    | 1,100                 |
| Kafr 'Ana     | 29 de abril de 1948                                                                            | s/d                                                       | Brigada Alexandroni                    | 3,020 inc. 220 judíos |
| al-Khayriyya  | 29 de abril de 1948                                                                            | s/d                                                       | Brigada Alexandroni                    | 1,420                 |
| Salama, Jaffa | 29 de abril de 1948                                                                            | s/d                                                       | Brigada Alexandroni, Kiryati y Guivati | 6,730                 |
| Yazur         | 30 de abril de 1948                                                                            | El Ejército Árabe de Liberación se retiró el 28 de abril. | Brigada Guivati                        | 4,030                 |
| Bayt Dajan    | s/d                                                                                            | s/d                                                       | Brigada Alexandroni                    | 3,840                 |
| Al-Safiriyya  | s/d                                                                                            | s/d                                                       | Brigada Alexandroni                    | 3,070                 |
| Al-'Abbasiyya | 4 de mayo de 1948, recapturada el 11 de junio, finalmente capturada durante la Operación Dani. | s/d                                                       | Irgún                                  | 5,650 inc. 150 judíos |